# 평내초등학교
평내초등학교는 대한민국 경기도 남양주시에 있는 공립 초등학교이다.

## 학교 연혁
- 1963년 4월 3일 : 금곡국민학교 평내분실 개교
- 1967년 3월 2일 : 금곡국민학교 평내분교장
- 1968년 3월 2일 : 평내국민학교 승격
- 1996년 3월 1일 : 평내초등학교로 교명 변경

## 참고 자료
- 평내초등학교 - 한국교육학술정보원 학교알리미